# Balajnac (okręg niszawski)
Balajnac (cyr. Балајнац) – wieś w Serbii, w okręgu niszawskim, w gminie Merošina. W 2011 roku liczyła 1254 mieszkańców.